# Dominique Da Silva (football)
Pour les articles homonymes, voir Dominique Da Silva (homme politique).
Dominique Da Silva est un footballeur international mauritanien d'origine bissau-guinéenne né le 16 aout 1989 à Nouakchott. Il joue au poste d'attaquant.

## Carrière
Dominique Da Silva a été découvert dans le tournoi scolaire "Challenge Sidi Mohamed Abbas" au sein du lycée Dioukhoumadia en terminant meilleur buteur du tournoi en 2006. Après être passé par l'Académie de football de Nouakchott, il fut repéré par les tunisiens. Il a d'abord signé un contrat de cinq ans avec le Club Sportif sfaxien avant de s'envoler pour l’Égypte et de s'engager pour quatre ans avec le club phare d'Al Ahly SC.
Lors du mercato hivernal 2014, Da Silva résilie son contrat avec Al Ahly et s'engage, quelques jours plus tard avec l'ennemi juré de son ancien club, le Zamalek SC.

## Palmarès

### En club
- Al Ahly SC
  - Championnat d'Égypte :
    - Champion (1) : 2011

  - Ligue des champions de la CAF :
    - Vainqueur (2) : 2012 et  2013
- CS Sfaxien
  - Coupe de la confédération : 2008
  - Coupe nord-africaine des vainqueurs de coupe : 2009
  - Coupe de Tunisie de football : 2009